# Feuchtigkeit

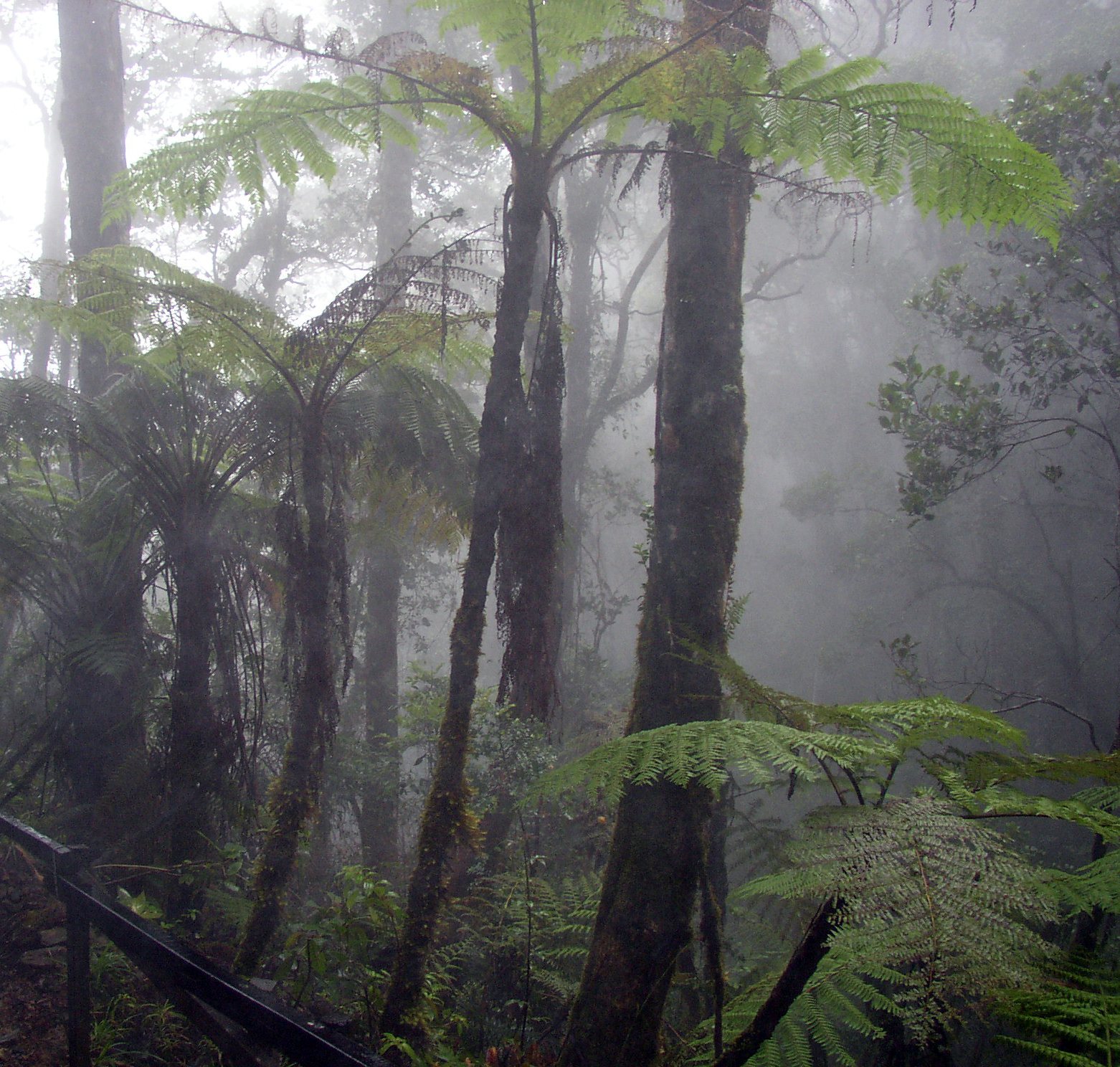
Nebelwald auf Borneo

Feuchtigkeit (oder Feuchte) ist der Gehalt an Wasser, anderen Flüssigkeiten, Gas oder an Dampf in Boden, Luft und Materie oder in Räumen. Gegensatz ist die Trockenheit.

## Allgemeines
Starke Feuchtigkeit wird auch als Nässe bezeichnet.
In der Physik und Materialkunde spricht man allgemein von Wassergehalt. Unter Feuchtigkeit oder Feuchte kann jedoch manchmal auch der Gehalt an anderen Flüssigkeiten verstanden werden, zum Beispiel Benzol.
Den Entzug von Wasser von einer Oberfläche oder aus einer Substanz bezeichnet man allgemein als Trocknung oder Entwässerung.

## Bedeutung
Der Wassergehalt von Luft wird im Allgemeinen als Luftfeuchtigkeit bezeichnet. Die absolute Luftfeuchtigkeit gibt an, wie viel Wasserdampf in der Volumeneinheit des Gasgemisches enthalten ist; Maßeinheit: g Wasser·m−3. Die relative Luftfeuchtigkeit ist der Quotient aus der bei einer bestimmten Temperatur im Gas vorhandenen Wasserdampfmenge und der bei der gleichen Temperatur möglichen Sättigungsmenge an Wasserdampf. Gewöhnlich wird die relative Luftfeuchte in Prozent (%) angegeben. Hierzu wird der Quotient mit 100 multipliziert. Ist die Luft gesättigt, d. h. die relative Luftfeuchtigkeit liegt bei 100 %, ist ein Teil des Wassers in der Luft flüssig. Man bezeichnet in diesem Falle das dazugehörige Flüssig-Gas-Stoffgemisch als Dunst oder Nebel.
Die Feuchtigkeit des Bodens bezeichnet man als Bodenfeuchte, die des Gesteins als Porenwasser, die der Haut als Hautfeuchtigkeit und die des Holzes als Holzfeuchte. Feuchtigkeit im Bauwesen siehe Feuchtigkeitsschaden und Wasserschaden.
Die Feuchtigkeit eines Stoffes ist mit vielerlei Eigenschaften verknüpft. Beispiele hierfür sind Schwindung und Quellung (Abmessungsänderung) bei Wasseraufnahme und -abgabe, die Quellfestigkeit, die elektrische Leitfähigkeit, die Wärmeleitfähigkeit, der Reibkoeffizient, die Bildung von Schimmel.

## Feuchte in Gebäudebauteilen

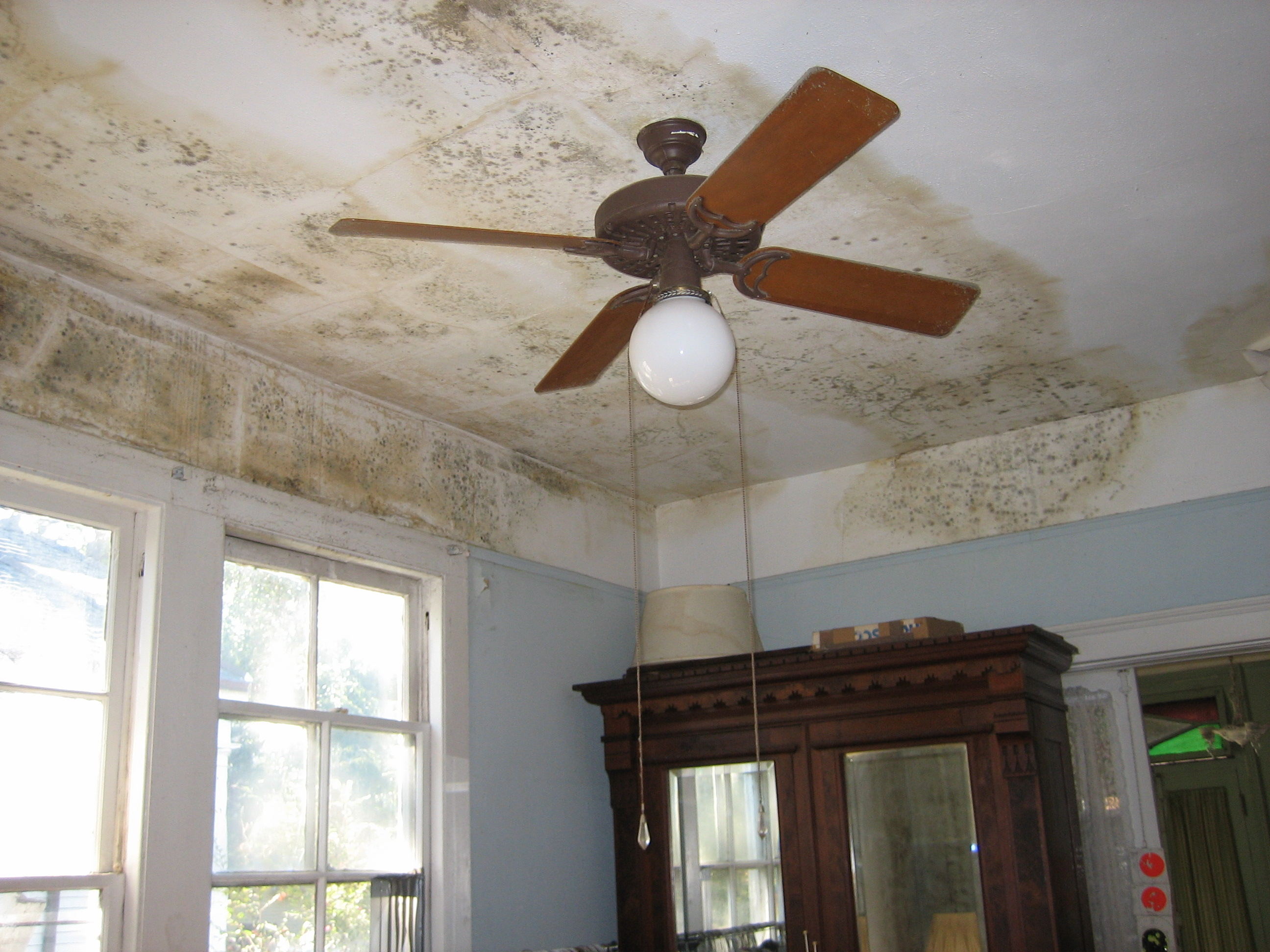
Feuchtigkeitsbedingt verschimmelte Decke

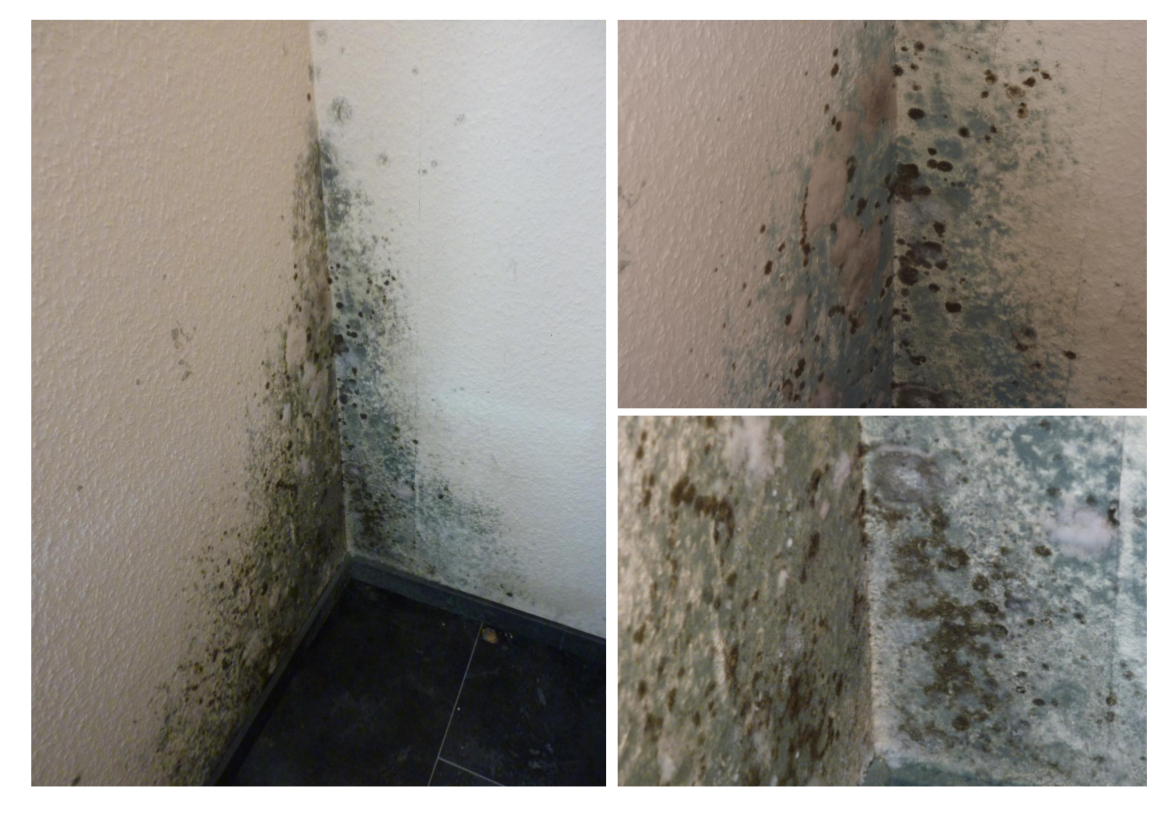
Zu hohe Feuchtigkeit kann zu Schimmelbefall an Wänden führen

Kapillarporöse Baustoffe speichern Wasser mit der Herkunft:
- Restfeuchte nach dem Abbindeprozess
- eingedrungene Niederschläge
- eindiffundierter Wasserdampf, oft unterstützt durch hygroskopische Mauersalze
- aufsteigende Feuchtigkeit nach Transport durch die Kapillaren
- Kondenswasserbildung beispielsweise an der Außenseite von Wärmedämmungen (Tauniederschlag), an kühlen Keller-Innenwänden im Sommer oder bei der Versottung von Kaminen

Feuchte breitet sich dabei durch Sickerströmung oder Dampfdiffusion aus oder oft kapillar an horizontalen Dehnungsfugen (als Bauschäden) oder Rissen im Verputz. So kann Feuchte in eigentlich regenfeste Wärmedämmverbundsysteme eindringen und die Bauteile vernässen. An feuchten Bauteilen in Verbindung mit organischen Nährstoffen aus Bindemitteln,  Farbanstrichen, Tapetenklebern, Papiertapeten oder Holz finden Schwarzschimmel und Algen gute Wachstumsbedingungen.

## Meteorologie
Luftfeuchtigkeit ist eine der grundlegendsten Messdaten in der Meteorologie. Sie kann in verschiedenen Messgrößen angegeben werden: als Dampfdruck in Millibar (relative Luftfeuchtigkeit in Prozent), als Gramm Wasserdampf pro Kubikmeter Luft (absolute Luftfeuchtigkeit), als Mischungsverhältnis in Gramm Wasserdampf pro Kilogramm trockener Luft oder als Taupunkt (in Grad Celsius).

## Analytische Bestimmung
Zur Schnellbestimmung der Feuchtigkeit einer Substanzprobe setzt man gewöhnlich Infrarot-Feuchtemesser ein. Diese Geräte sind zugleich Trockner und Waagen. Als Wärmequelle setzt man Infrarotstrahler ein. Die Infrarotstrahlung dringt über 1 cm tief in die zu trocknende Substanz ein, zugleich wird die Lichtenergie in Wärmeenergie umgewandelt. Der Feuchtigkeitsgehalt wird bestimmt aus einer Einwaage auf ein und demselben Wägeteller, dessen Gewichtsänderung (Ursache: Feuchtigkeitsverlust) auf eine Anzeigeskala übertragen und direkt in Prozent (%) Feuchtigkeit angezeigt wird.
Eine quantitative Wassergehaltsbestimmung von Proben kann auch titrimetrisch nach dem
Karl-Fischer-Verfahren erfolgen.
In der Industrie und bei Leckortungen in Gebäuden ist auch die kapazitive Feuchtigkeitsmessung verbreitet. Dabei werden durch die Feuchtigkeit verursachte Änderungen der Dielektrizitätszahl gemessen, indem mit einer kugelförmigen Elektrode an trockenen und feuchten Stellen Vergleichswerte ermittelt werden. Die Messtiefe variiert je nach Materialart und Schichtdicke zwischen 40 mm und 100 mm, wobei das Material nicht beschädigt wird.